# Мацапура, Валерий Афанасьевич
Валерий Афанасьевич Мацапура (9 августа 1946, Днепропетровск — 6 марта 2005, Брянск) — советский и российский театральный актёр, народный артист России (1997).

## Биография
С 1965 года, после окончания Днепропетровского театрального училища, служил на Краснознаменном Северном флоте.
После службы — артист Архангельского драматического театра им. М. В. Ломоносова (1969—1974).
В 1974—2005 годах — актёр Брянского драматического театра им. А. К. Толстого.
Умер 6 марта 2005 года.

## Работы в театре
- Валентин и Валентина Михаил Рощин — Валентин
- Кин IV Григорий Горин — Кин
- Не было ни гроша, да вдруг алтын Александр Островский — Крутицкий
- Наполеон и корсиканка Иржи Губач — Наполеон
- Ретро Александр Галин — Чмутин
- Поднятая целина Михаил Шолохов — Макар Нагульнов
- Имя твоё Пётр Проскурин — Захар Дерюгин
- Берег Юрий Бондарев — Гранатуров
- Рядовые Алексей Дударев — Дугин

## Награды
- Заслуженный артист РСФСР (1984).
- Народный артист России (1997).
- Лауреат Брянской областной премии им. А. К. Толстого «Серебряная Лира» (1998).

## Видео
Вечер памяти Валерия Мацапуры